# 穆罗斯 (拉科鲁尼亚省)
穆罗斯 是西班牙加利西亚自治区拉科鲁尼亚省的一个沿海港口市镇，下辖8个堂區。

## 人口
| 穆罗斯历史人口变化图   |
|                        |
| 来源：西班牙国家统计局 |

## 图集

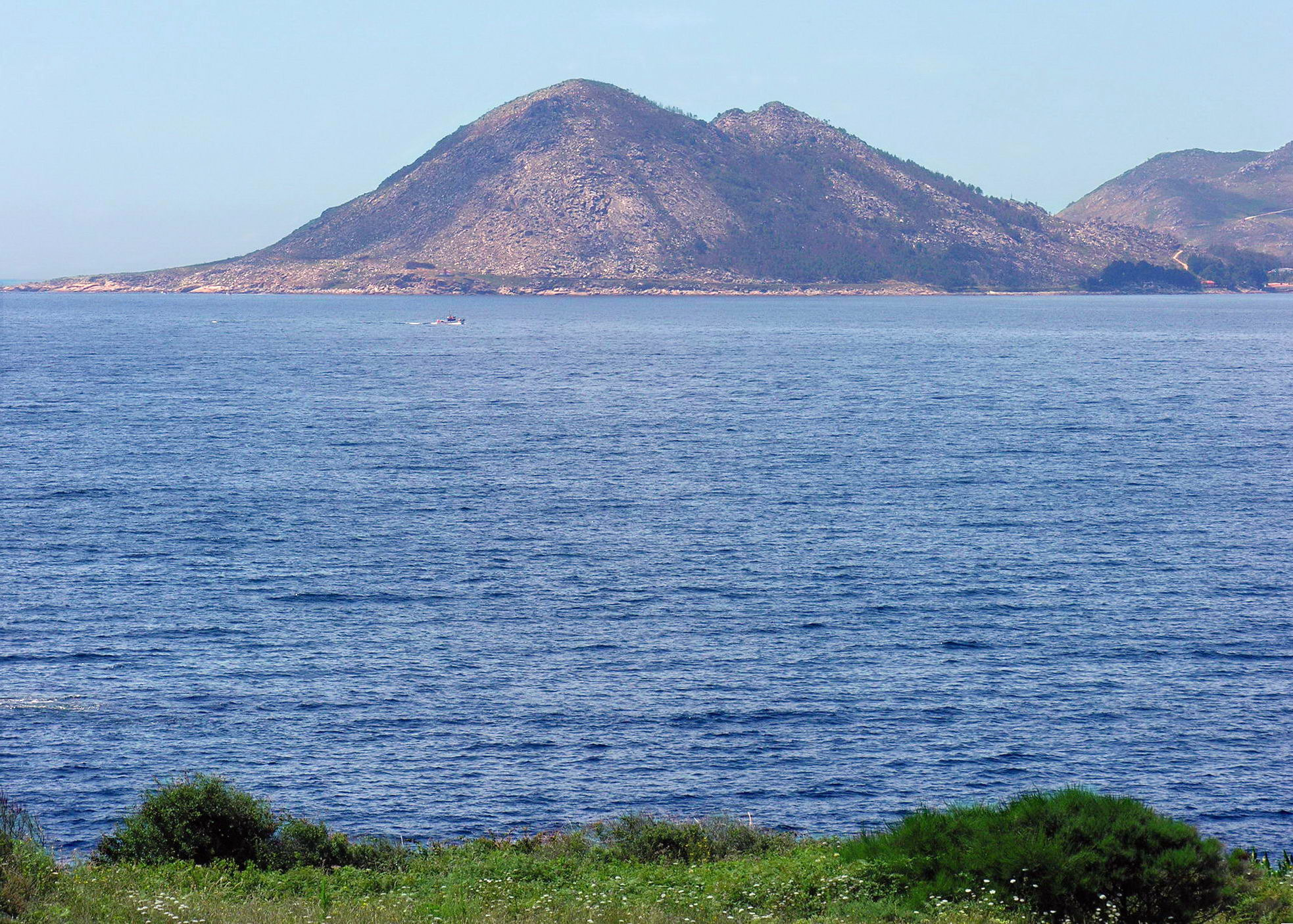
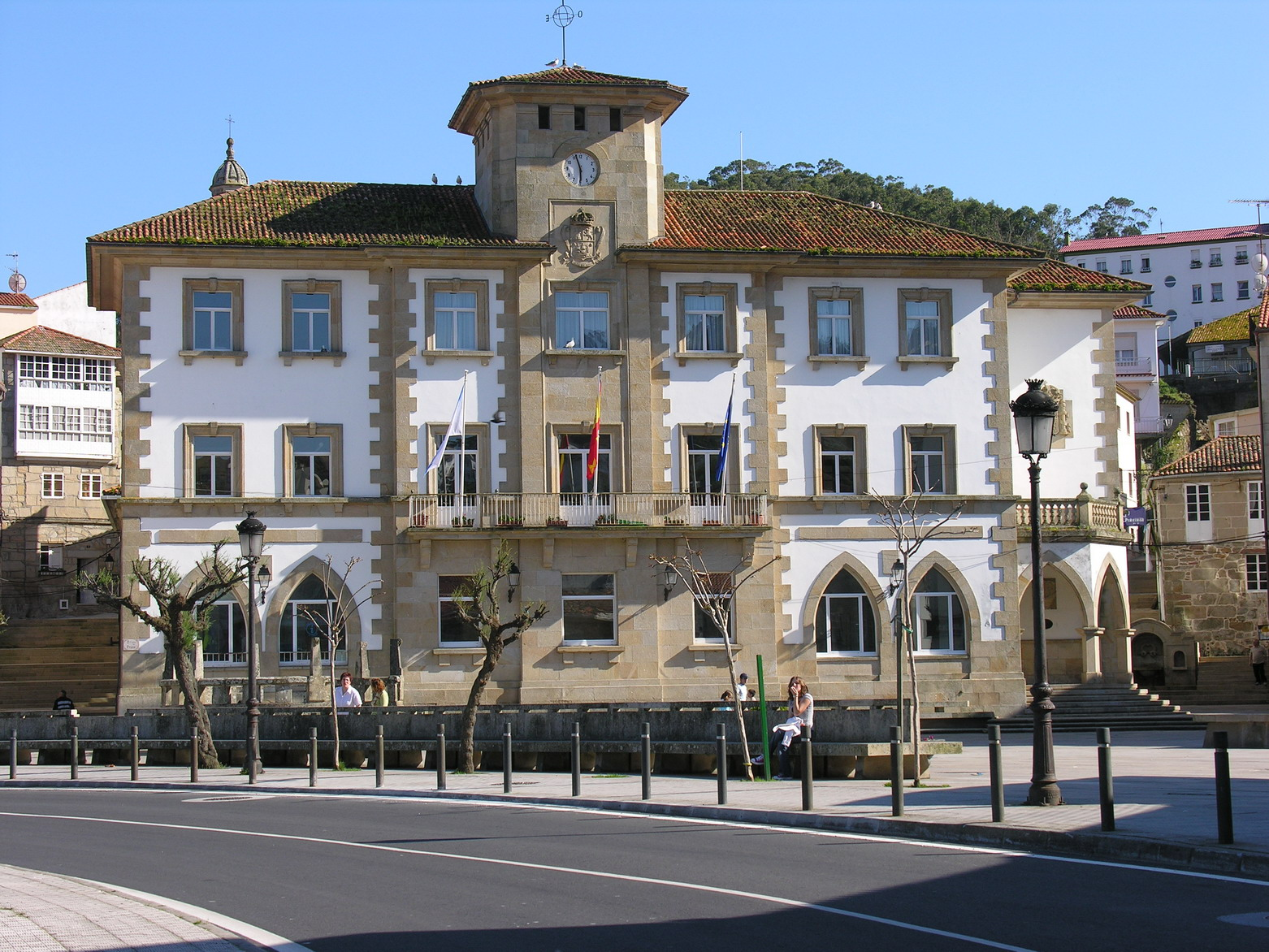
市政厅
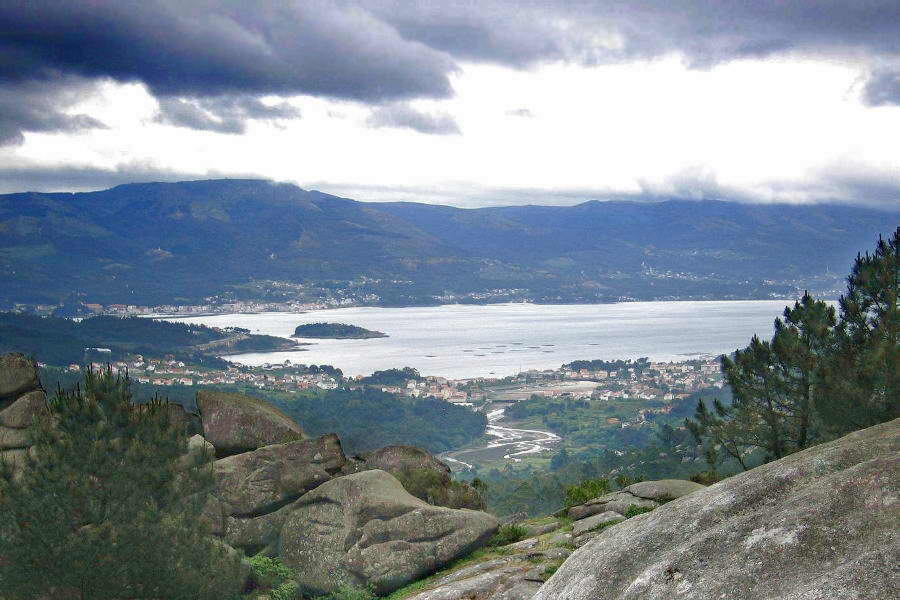